# Museo Catharijneconvent
Il Museo Catharijneconvent ("Museo del convento di Santa Caterina") è un museo di arte religiosa a Utrecht, aperto nel 1979. L'anno successivo è stato dichiarato museo europeo dell'anno. Si trova nell'ex convento di Santa Caterina, già dedicato a Caterina di Alessandria nel XII secolo. Presenta forme gotico-brabantine: le sue collezioni includono molti artefatti del museo di arte religiosa dell'arcivescovado cattolico di Utrecht. Nel 2006 il convento ha chiuso per restauro. Fa parte della Notte dei Musei di Utrecht.

## Storia
Nel 1971, i beni di tre musei ecclesiastici (Museo Arcivescovile, Museo Episcopale Haarlem e il Vecchio Museo Cattolico) furono trasferiti in prestito permanente alla neonata Fondazione Convento di Santa Caterina. Questa fondazione comprendeva anche la collezione della Fondazione d'Arte della Chiesa Protestante e la collezione del Rijksmuseum, in cui erano ospitate le opere d'arte di proprietà dello Stato.
Tra il 1976 e il 1979, le suddette collezioni, ognuna con il proprio inventario, furono ospitate nel nuovo Museo arcivescovile, poi divenuto Museo "Convento di Santa Caterina", che aprì le sue porte il 9 giugno 1979. Nel 1995, il museo è diventato indipendente.
Il 17 maggio 2008, l'allora direttore del museo Guus van den Hout ha ricevuto a Dublino il Premio Museo Europeo dell'Anno dalla regina Fabiola del Belgio, patrona del Forum Europeo dei Musei, battendo la concorrenza di altri 37 musei, per la seconda volta nella sua storia.

## Il convento di Santa Caterina
Il Catharijneconvent era situato vicino all'omonima porta, costruita più tardi. C'era anche una casa, una chiesa e un cimitero per i poveri stranieri. I Giovanniti avevano un ospedale qui fino al 1529, nell'attuale piazza Vredenburg, che allora si chiamava campo di Santa Caterina. L'ospedale, di 24 letti, era il più grande della città.
Il vescovo di Utrecht, proprietario terriero, era il grande mecenate del convento. Nel 1529, la situazione cambiò dopo che la popolazione giurò fedeltà all'imperatore Carlo V; la barocca Utrecht era potente, ma divenne una piccola parte del grande impero. Il monastero e la pensione dei Giovanniti furono espropriati e fu costruita la fortezza coercitiva di Vredenburg. I Giovanniti dovettero trasferirsi e gli fu assegnato il monastero molto più piccolo dei Carmelitani sulla Lange.

Carlo V comprò le case circostanti e le diede ai Giovanniti come compenso, che le ristrutturarono cinque anni per farne un tutt'uno. Nel 1560 fu costruita la chiesa dedicata alla santa locale, Caterina, una grande struttura in tardo gotico. 

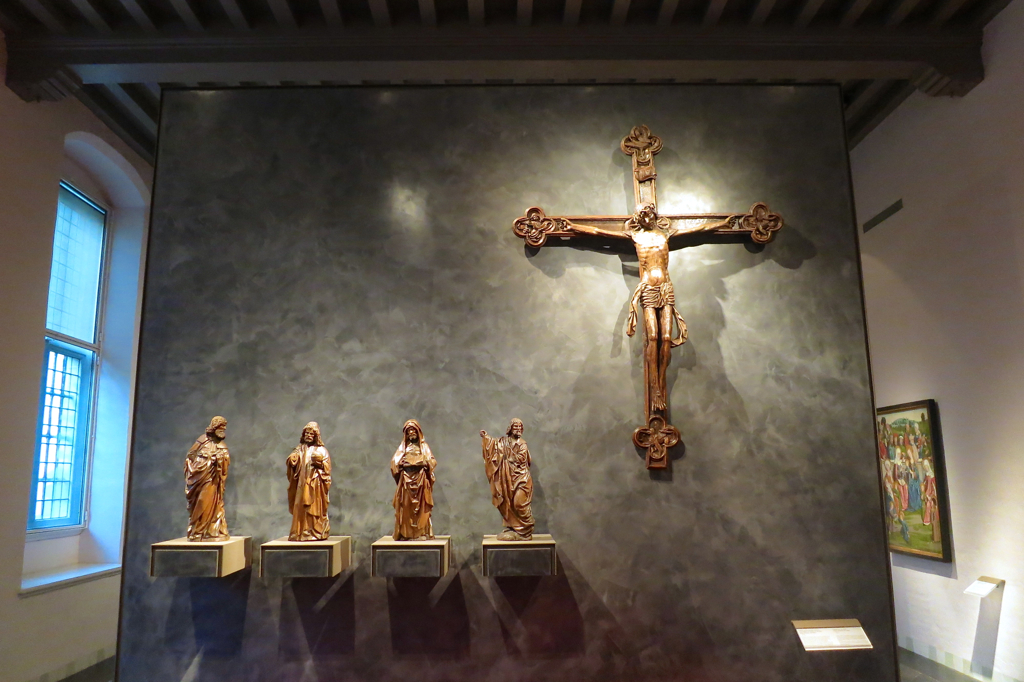
L'esposizione di arte medievale

Nel 1561, il cuoco Hendrick Barck fu frettolosamente eletto come nuovo balivo, dopo che il suo predecessore, fratello Willem van Heeteren, era morto durante la notte. La scelta fu dovuta al fatto che ciò doveva avvenire molto rapidamente, perché altrimenti il governo di Carlo V avrebbe nominato altri. Nel 1580 la chiesa fu chiusa e saccheggiata, ma Barck aveva precedentemente rimosso molti beni preziosi e ornamenti. In seguito, le messe furono celebrate nella sua casa di Nieuwegracht, 61. Dopo la sua morte non fu consentito nominare un successore, ma i frati rimasero nel convento fino alla morte. Dal 1636, la chiesa fu usata dai protestanti. Fu fondata anche l'Università di Utrecht, e l'ospedale fu adibito ad uso universitario, il predecessore dell'attuale Centro Medico Universitario di Utrecht.
Quando nel 1795 fu proclamata la libertà religiosa, i cattolici cercarono di nuovo una loro chiesa. Nel 1815, la chiesa fu messa in uso per i soldati cattolici come chiesa di guarnigione e nel 1842 la chiesa fu donata dal re alla comunità cattolica. Nel 1853, la chiesa fu elevata a cattedrale e nel 1855 divenne ufficialmente chiesa parrocchiale. Nel periodo del 1859-1901 Friedrich Wilhelm Mengelberg decorò la chiesa in stile neogotico. Molti di questi elementi sono stati nuovamente rimossi durante il restauro del 1955-1965.

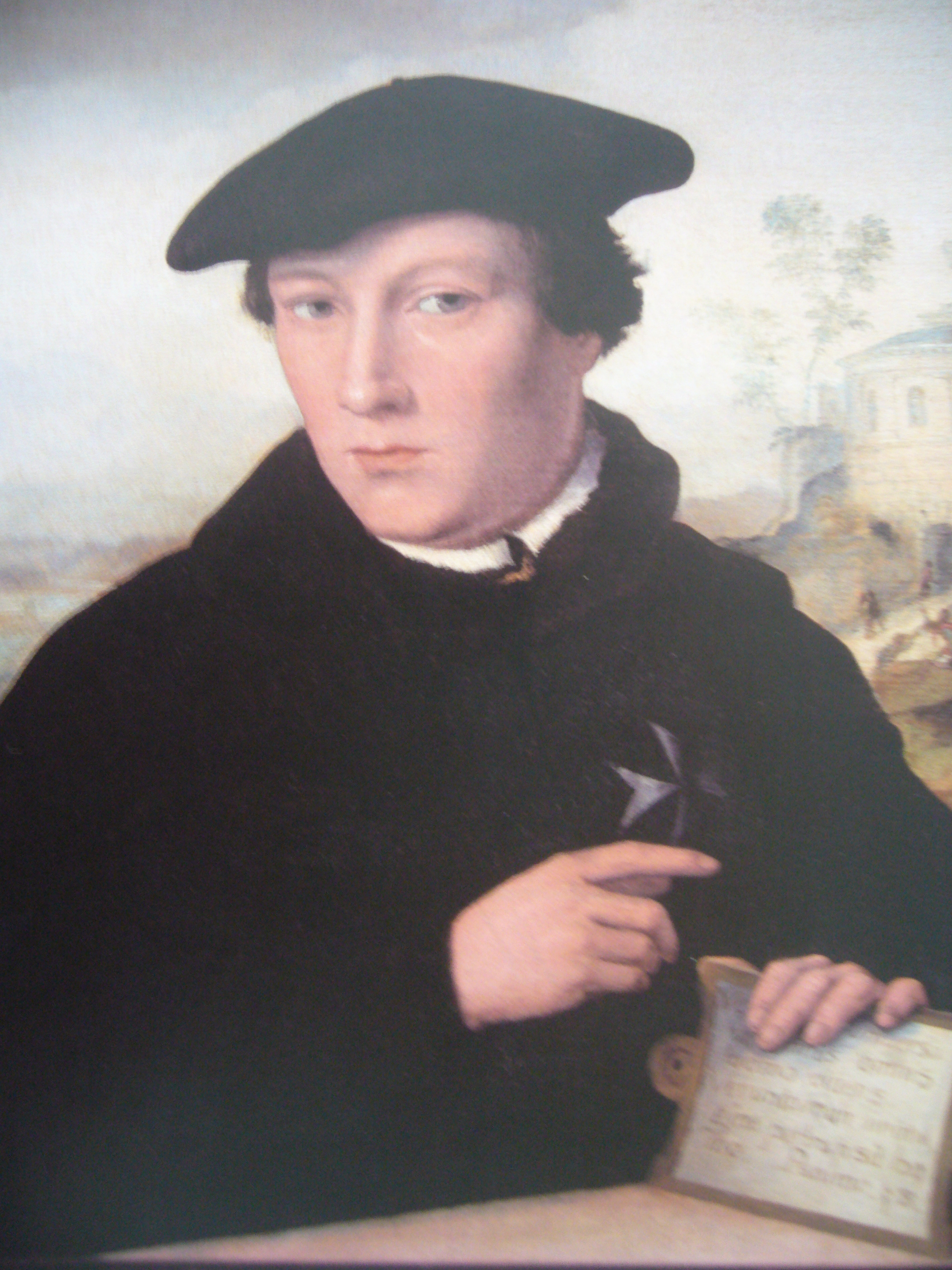
Hendrick Barck, 1561-1602, con croce Johanniter. Dipinto attribuito a Jan van Scorel (1561-1565), convento di Santa Caterina

Nel 2000 è stata completata una grande ristrutturazione ed espansione progettata da Hubert-Jan Henket. L'ingresso è stato spostato dal Nieuwegracht al cortile. È stata costruita una passerella per migliorare il percorso a piedi attraverso l'edificio ed è stata aggiunta una nuova scala. Nel 2006, le stanze a tema sono state ridisegnate.

## Collezione
Il museo ha una vasta collezione di oggetti storici e storico-artistici dall'alto Medioevo ad oggi. La vasta collezione presenta un quadro dell'arte protestante e cattolica e della storia culturale dei Paesi Bassi, e il suo impatto sulla società olandese. La collezione comprende manoscritti riccamente illustrati, rilegature decorate con pietre preziose, oreficerie, immagini riccamente lavorate, calici, codici miniati, dipinti, acquasantiere, pale d'altare, abiti liturgici, manoscritti, pezzi di abbigliamento e oggetti ecclesiastici in oro e argento. Tra i migliori oggetti della collezione ci sono:
- il calice di San Lebuino del IX secolo,
- gli avori intagliati della Lebuïnuskerk di Deventer
- il martello di San Martino.[4]
- l'"alba imperiale", camicia di seta bianca con elementi policromi istoriati appartenente a Federico Barbarossa
- Il battesimo dell'eunuco di Rembrandt

La sezione dedicata all'arte medievale è considerata la più importante dei Paesi Bassi. Numerose sono le opere dei Vecchi Cattolici, cui si sono curiosamente aggiunte donazioni dalla Fondazione Protestante, privati ed altri musei. Gli oggetti ripercorrono la storia dell'artigianato sacro nella storia, oltre che la storia delle religioni dall'inizio dell'evangelizzazione nei Paesi Bassi fino al periodo della Riforma.
La pittura olandese del XVI e XVII secolo è rappresentata da una selezione di opere di Jan van Scorel e Pieter Saenredam, e da opere più recenti di Jan Toorop, Shinkichi Tajiri, Frans Franciscus, Guido van der Werve e Marc Mulders. Oltre alla collezione permanente, il museo ospita diverse esposizioni temporanee dai temi biblici.

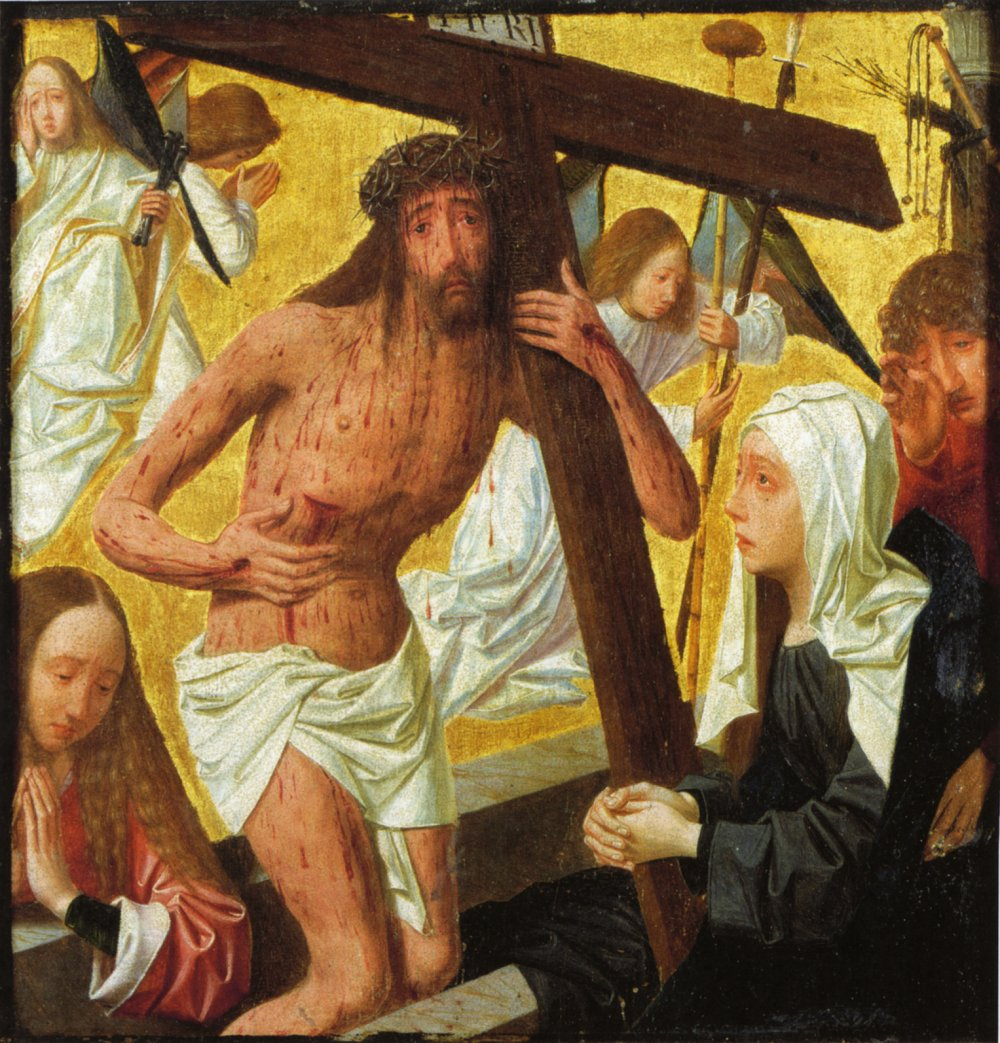
L'Uomo dei dolori (1495), dipinto ad olio su tavola di Geertgen tot Sint Jans

## Furto dell'ostensorio
Il 29 gennaio 2013, il museo è stato oggetto del cosiddetto "furto dell'ostensorio", in cui si conservano le ostie consacrate nella Chiesa cattolica. In pieno giorno, tre uomini sono entrati nella sala che custodisce il tesoro del museo, infrangendo il vetro di una vetrina e rubando un ostensorio di d'argento dorato, intarsiato con diamanti e pietre preziose, con ai lati della lunula un angelo inginocchiato con croce e un angelo inginocchiato con ancora, scolpito da Johannes Petrus Antonius Verschuylen. I ladri sono stati arrestati qualche settimana dopo e l'ostensorio, con un valore stimato di 250.000 euro, è stato ritrovato in una busta di plastica dentro un'auto in stato malconcio, forse diretto verso il Belgio. L'ostensorio è stato preso in prestito dalla Boomkerk di Amsterdam, al tempo del furto parte della parrocchia della Santa Trinità, dal 2018 parte della parrocchia Emmaüs di Amsterdam.